# Dicranum strictipilum
Dicranum strictipilum är en bladmossart som beskrevs av C. Müller 1897. Dicranum strictipilum ingår i släktet kvastmossor, och familjen Dicranaceae. Inga underarter finns listade i Catalogue of Life.